# Market Weighton
Market Weighton est une ville et une paroisse civile du Yorkshire de l'Est, en Angleterre.